# Aleksej

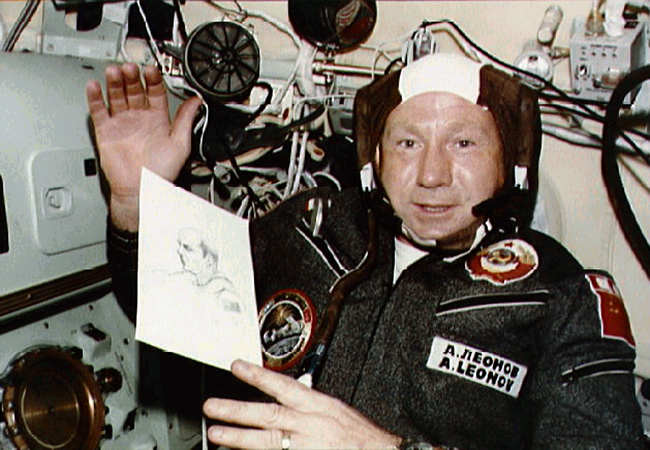
Aleksej Leonov, 1975

Aleksej är ett mansnamn i slovenska med ursprung i Alexius. I serbiska och kroatiska är motsvarande namn Alexej och i portugisiska Aleksei eller Alexei.

## Personer med namnet
- Aleksej Kovaljov, rysk ishockeyspelare.
- Aleksej Leonov, sovjetisk kosmonaut
- Aleksej Michajlovitj, rysk tsar 1629–1676
- Aleksej Navalnyj, rysk oppositionspolitiker och politisk fånge
- Aleksej Petrovitj, rysk kronprins
- Aleksej Nikolajevitj, rysk kronprins
- Aleksij I, patriark av Moskva
- Aleksij II, patriark av Moskva